# 덕치초등학교
덕치초등학교는 대한민국 전북특별자치도 임실군 덕치면 일중리에 있는 공립 초등학교이다.

## 학교 연혁
- 1936년 6월 10일 : 덕치공립보통학교 개교(설립인가 6월 1일)
- 1939년 4월 1일 : 부설 사곡간이학교 개교
- 1950년 7월 20일 : 6.25로 인해 휴교
- 1953년 8월 15일 : 치안 확보로 개교
- 1996년 3월 1일 : 덕치초등학교로 학교명 개명
- 2009년 8월 12일 : 덕치초등학교 리모델링 준공
- 2010년 3월 1일 : 독서토론 연구학교 지정
- 2013년 2월 14일 : 제74회 졸업 5명(총 2,395명)
- 2013년 3월 1일 : 제27대 양희환교장 부임

## 참고 자료
- 덕치초등학교 - 한국교육학술정보원 학교알리미